# Polystichum tare-bhirense
Polystichum tare-bhirense är en träjonväxtart som beskrevs av Nakaike och Gurung. Polystichum tare-bhirense ingår i släktet Polystichum och familjen Dryopteridaceae. Inga underarter finns listade.